# علی‌آباد سرخک
علی‌آباد سرخک، روستایی از توابع بخش مرکزی شهرستان فسا در استان فارس ایران است.

## جمعیت
این روستا در دهستان جنگل قرار دارد و براساس سرشماری مرکز آمار ایران در سال ۱۳۹۵، جمعیت آن ۳۵۲ نفر (۱۰۲خانوار) بوده‌است.